# Gimin

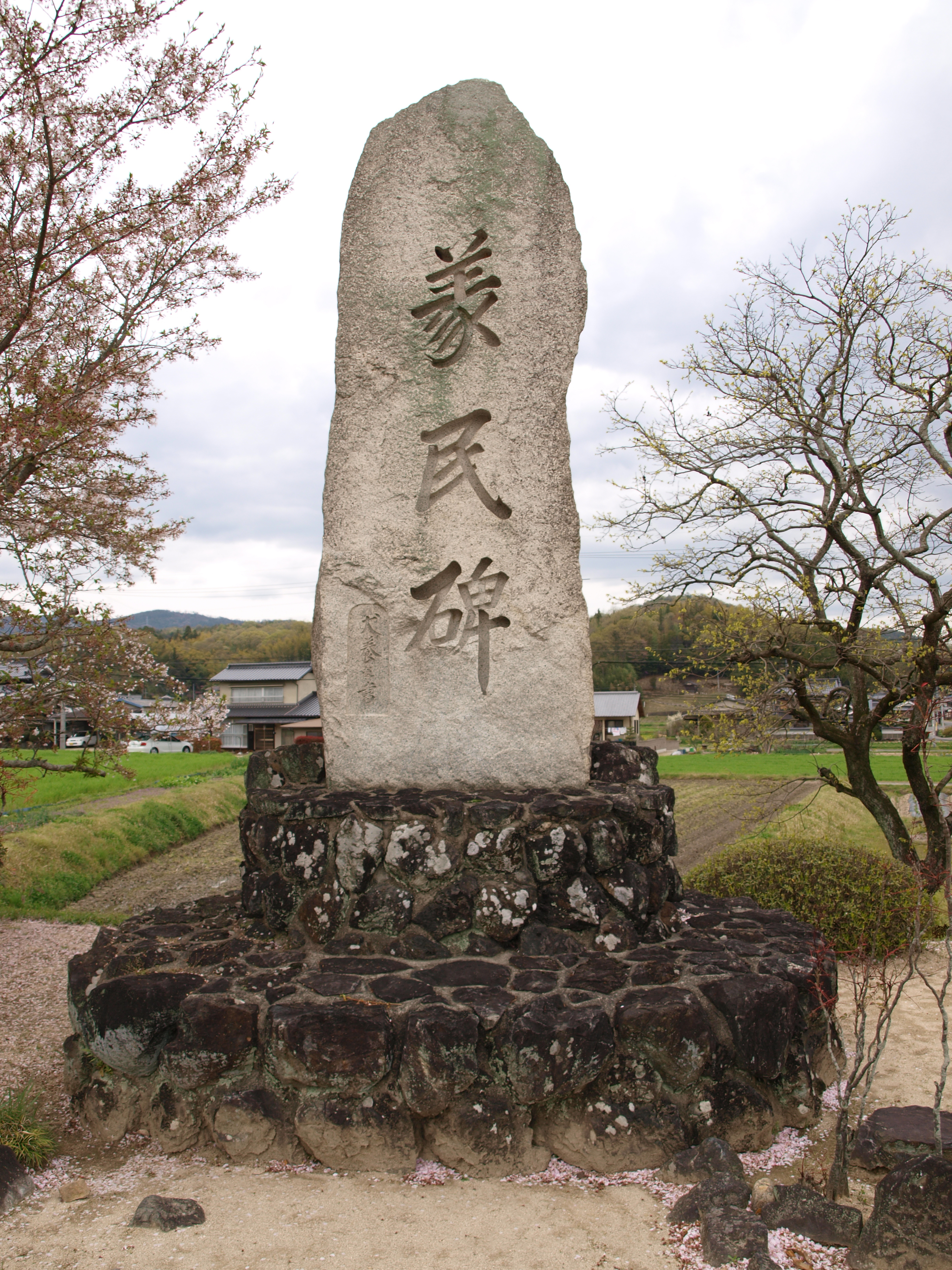
Un exemple de stèle commémorative pour un gimin. Monument Yoshimin de l'émeute de Shinpon Yoshimin (Sōja, préfecture d'Okayama)

Les Gimin sont des paysans japonais qui à l'Époque d'Edo, furent à l'origine de mouvements de résistance à l'oppression féodale. Célébrés par la tradition orale japonaise, les gimin furent, durant l'ère Meiji, salués comme des précurseurs par les membres "du Mouvement pour la liberté et les droits civiques". Le plus célèbre d'entre eux est probablement Sakura Sōgorō.
De nombreux paysans martyrs ont été consciemment rappelés d'une manière ou d'une autre, et ce dans l'intégralité du territoire du Japon pré-moderne, toutes provinces confondues. Un des spécialistes des gimin, Hosaka Satoru, a ainsi découvert près de trois cents cas durant lesquels les dirigeants des près de trois mille protestations ayant eu lieu entre 1600 et 1868 furent ainsi célébrés, des mémoriaux, lieux saints ou tombeaux bâtis en leur honneur.

## Prononciation et signification
Gimin se prononce avec un <g> dur comme dans « gomme ». Gimin signifie martyr, mais dans un sens non religieux, le terme de gimin pouvant également être traduit par les justes.

## Aperçu
Les gimin se trouvent essentiellement pendant la période Edo. Il s'agit généralement de représentants de la communauté villageoise, une personne qui faisait directement appel (voir sur-appel) au seigneur et au shogun à propos de la pauvreté de la vie due à la pression du tribut annuel. Le plaignant direct était généralement condamné à mort et son acte salué comme un acte de courage auquel la communauté rendait hommage.
Par exemple, dans la tourmente d'Ueda, environ 10 000 agriculteurs du domaine d'Ueda (actuellement la ville d'Ueda, préfecture de Nagano) le groupe Urano (actuellement la ville d'Ueda Bessho, le village d'Aoki, la préfecture de Nagano, Shioda, etc.) se sont précipités au château d'Ueda en 1761. Parmi eux, Shimizu Hanpei, Nakazawa Asanosuke et d'autres ont instruit la rébellion et ont été condamnés à mort.
Dans le clan Mito, de nombreux prêtres du clan Mito et les justes qui luttaient avec les affaires nationales ont été considérés comme des justes, et beaucoup ont reçu des récompenses après la restauration de Meiji.

## Pages connexes
- Musée mémorial Jōkyō Gimin
- Rébellion de Jōkyō

## Sources
- Dictionnaire historique du Japon, Edition Franco-japonaise
- Anne Walthall, Japanese Gimin: Peasant Martyrs in Popular Memory, The American Historical Review Vol. 91, No. 5 (Dec., 1986), pages 1076-1102
- Hosaka Satoru / 保坂 智 - Hyakushō ikki to gimin no kenkyū / 百姓 一揆 と 義民 の 研究, Editions Yoshikawa Kōbunkan, 2006,  (ISBN 4642034145)
- Hosaka Satoru / 保坂 智 - Kinsei Gimin Nenpyo, Editions Yoshikawa Kōbunkan,  (ISBN 9784642013420)